# Betafo
Betafo ("många tak") är en stad och kommun i regionen Vakinankaratra i Madagaskar. Staden hade 2001 en befolkning på cirka 31 000 invånare  och är administrativt center i distriktet Batafo. 

## Geografi
Betafo ligger 1 410 meter över havet i Madagaskars centrala högland. Staden ligger längs den primära vägen RN34, 126 km från stadens huvudstad Antananarivo.

## Världsarvsstatus
14 november 1997 togs kulturlandskapet med risodlingar utanför Betafo upp på Madagaskars tentativa världsarvslista.